# Kusarigama

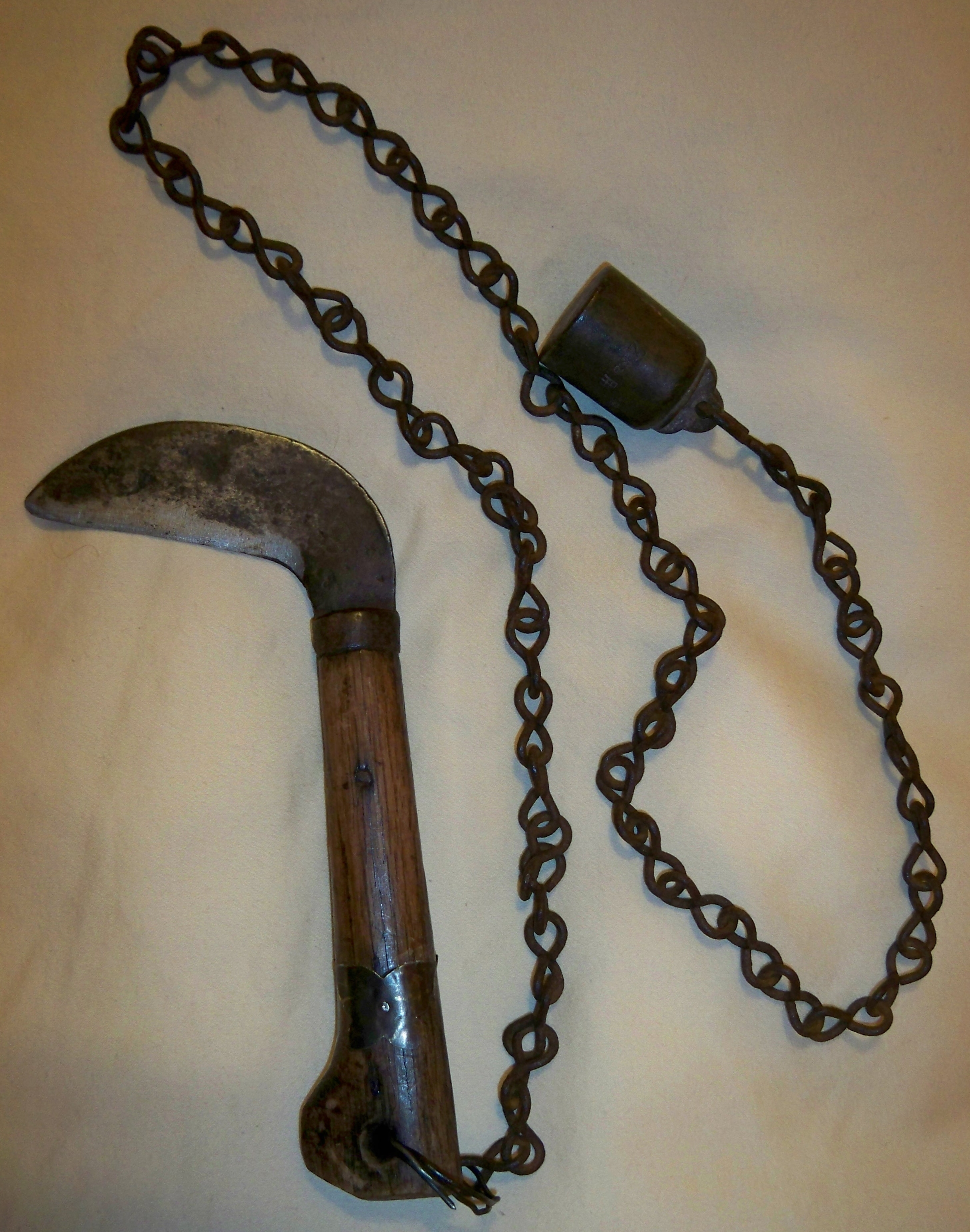
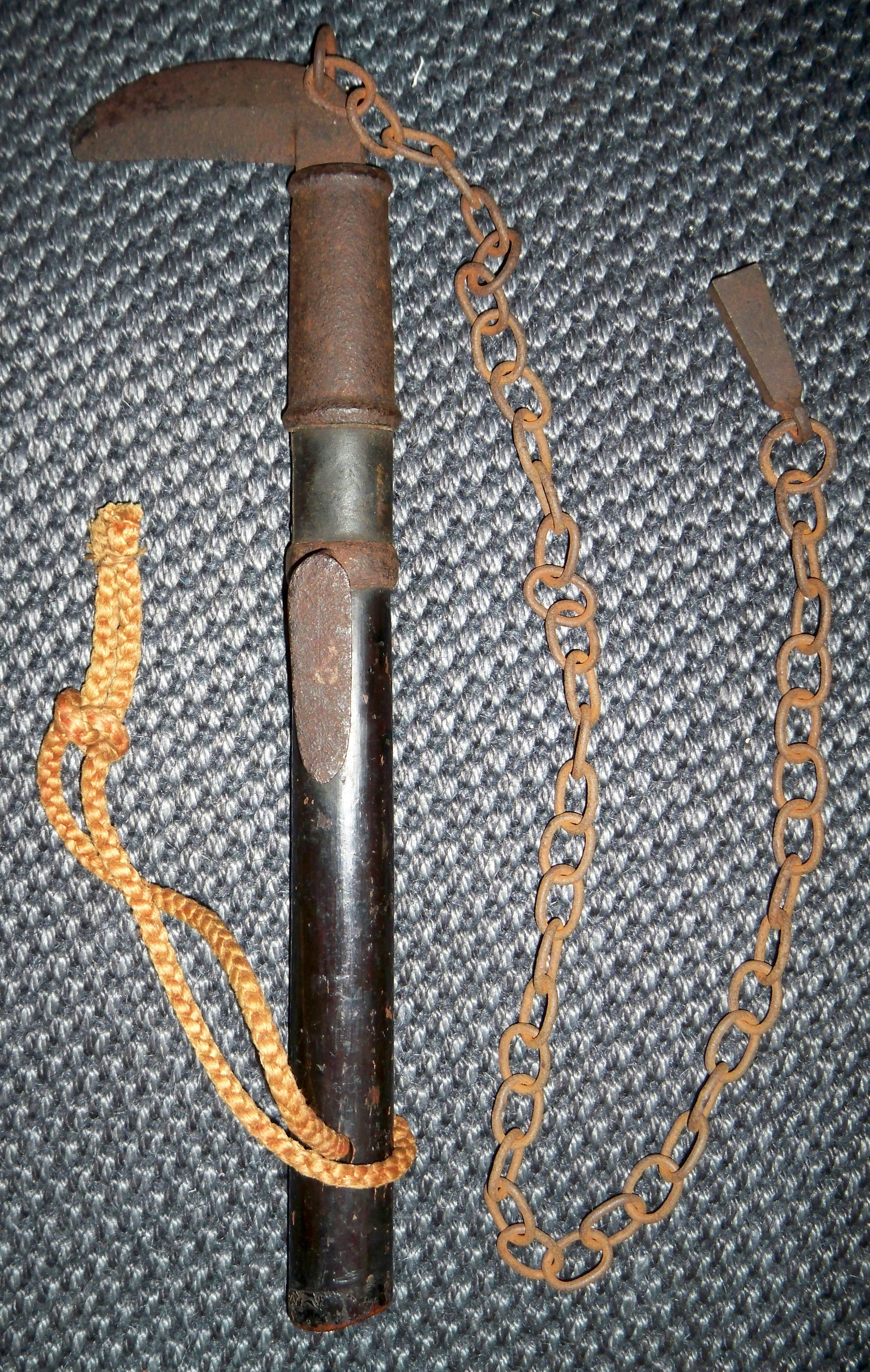
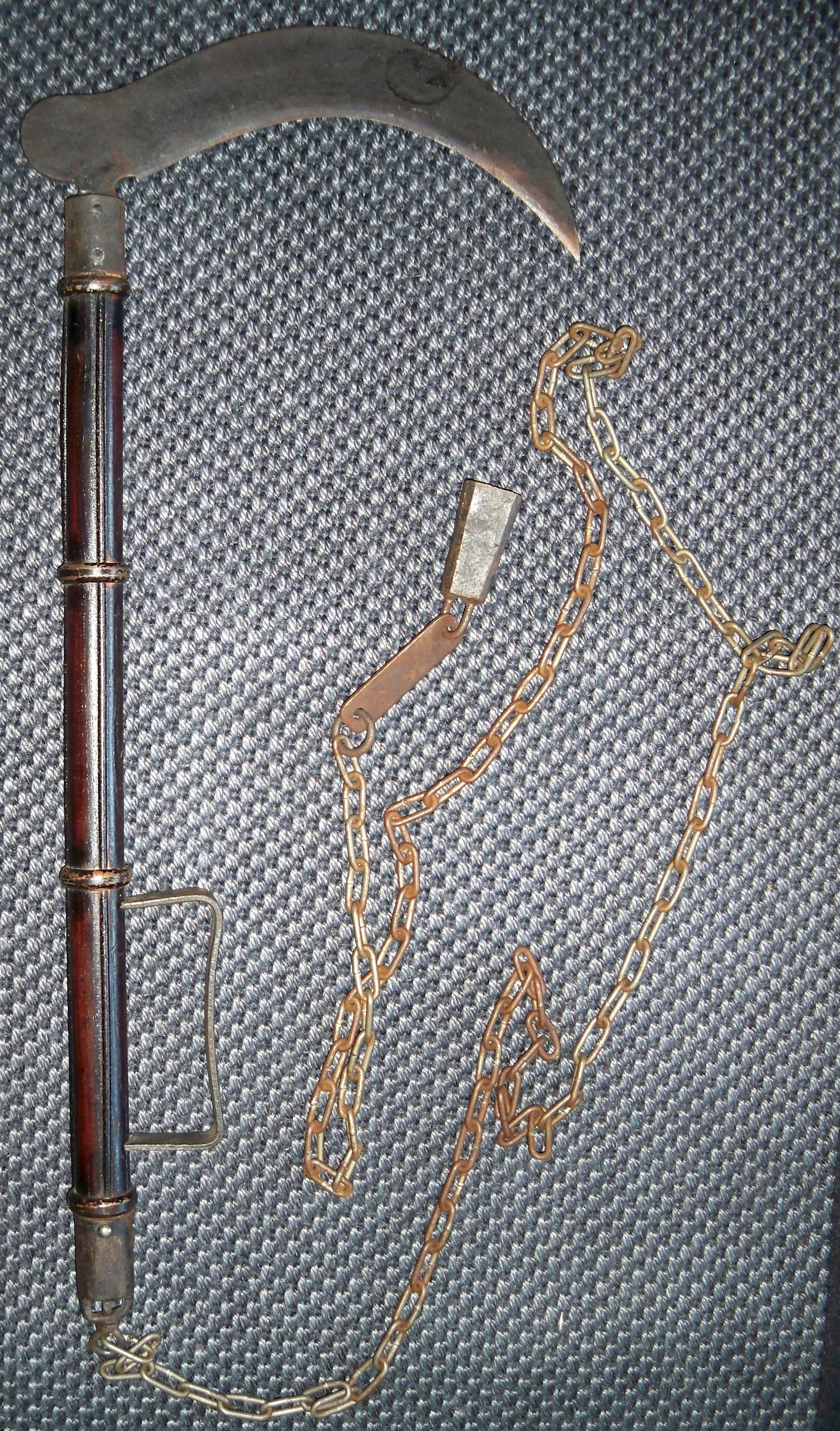
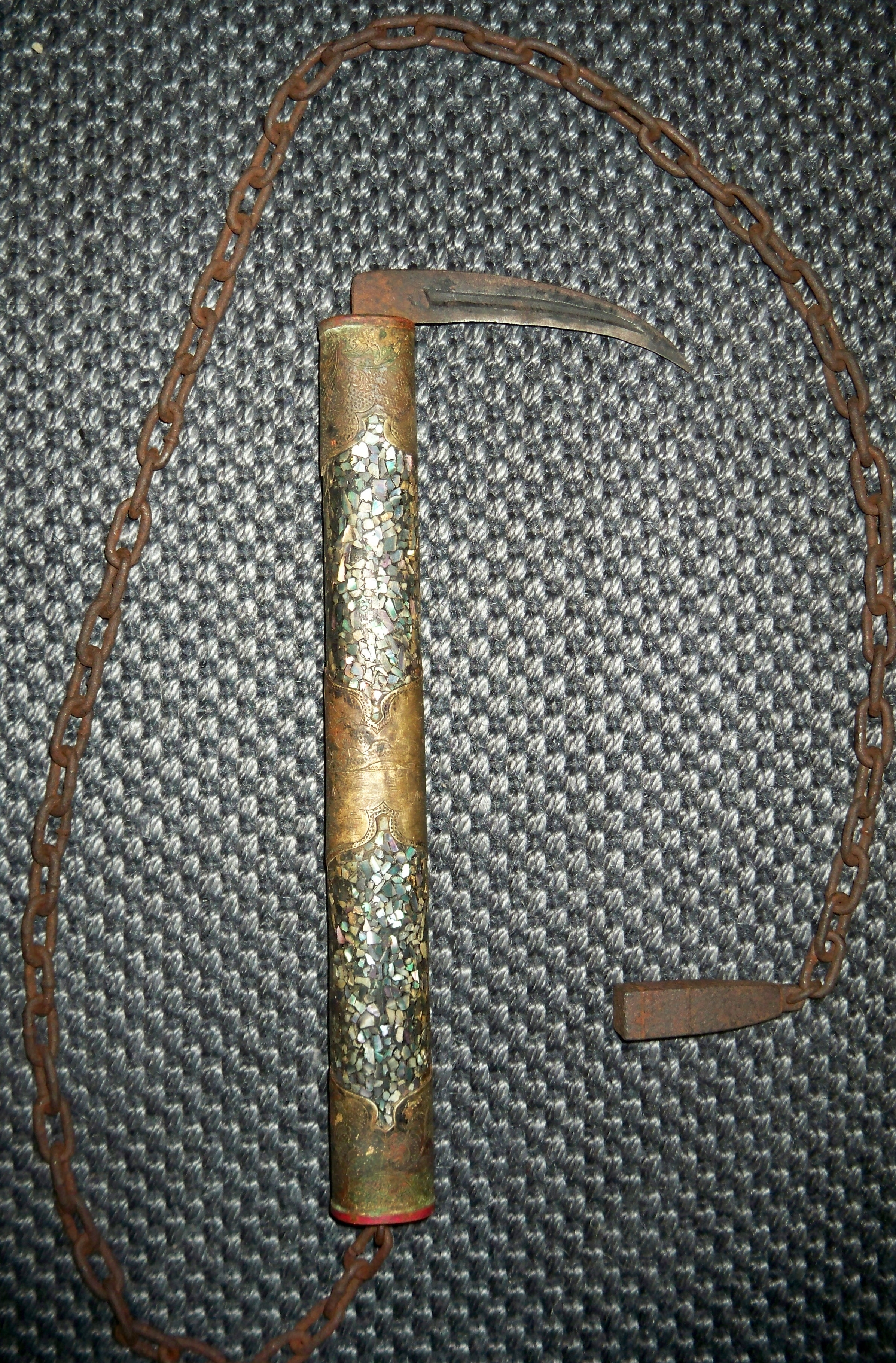

Il kusarigama (鎖鎌?, kusarigama, lett. "catena-falce") è un'arma giapponese, derivata dal kama, utilizzata sia nel combattimento a distanza che nel corpo a corpo; lo stile di combattimento basato su di essa è detto kusarigamajutsu.
Come suggerisce il nome stesso, si tratta di un'arma composta dall'unione di 2 elementi: il "kusari" (鎖), ossia la catena che consente di aumentare la gittata dell'arma e di poterla recuperare una volta lanciata, ad un'estremita del quale è collegato un "kama" (鎌), strumento simile ad una piccola falce che, da un originario utilizzo agricolo (come diverse altre armi tipiche delle arti marziali orientali), è divenuto poi un'arma da taglio vera e propria.
All'altra estremità della catena è invece collegato un manico in piombo o acciaio che serve a bilanciare il peso durante il lancio.
Tale peso è l'arma vera e propria, usata per colpire l'avversario prima che riesca ad avvicinarsi o per bloccargli la spada; il falcetto viene usato solo per finire l'avversario una volta reso inerme. Quest' arma possiede due funzioni: tagliare e frantumare. Ci voleva una certa abilità per saperla usare in modo quantomeno adeguato.
Il kusarigama era prevalentemente utilizzata dalle persone comuni, più raramente dai samurai poiché al contrario di questi ultimi, non potevano portare lame più lunghe di due shaku (60 cm).